# Marca de Baden-Durlach
A Marca de Baden-Durlach ou, na sua forma portuguesa, de Bade-Durlach (em alemão:Markgrafschaft Baden-Durlach) foi um Estado vassalo do Sacro Império Romano-Germânico, que existiu entre 1515 - 1771.

## História
Em 1535, a Marca de Baden operou uma divisão entre Baden-Baden e de Baden-Durlach, com o marquês Carlos II , que aderiu ao protestantismo como religião do Estado em 1556 e em 1565 mudou a capital de Pforzheim para Durlach.
Em 1594, Baden-Durlach foi ocupada pela Marca de Baden-Baden, enquanto que o regente Edward Fortunatus foi dispersando de suas atribuições criando assim uma agitação na região e que intensificou as suas dívidas. Quando o  Jorge Frederico, Marquês de Baden-Durlach foi derrotado na Batalha de Wimpfen em 1622 por seu primo Guilherme, filho de Eduardo Fortunato, teve de ceder a última parte da herança.
Guilherme III Carlos, Marquês de Baden-Durlach, supervisionou a reconstrução do seu Estado após as depredações sofridas por toda a região durante a maior parte do século XVII. Ele deu a ordem para construir um novo castelo a partir de 1715, o castelo que dará origem à cidade de Karlsruhe que ele levou seu nome. O filho, Carlos Frederico, em 1765 fez um contrato final com seu primo Jorge Augusto de Baden-Baden , para sucedê-lo para o trono de Baden-Baden, em caso de sua morte sem descendência masculina, fato que ocorreu em 1771 e que conduziu à reunificação de todos os domínios da família sob o nome Marca de Baden.
A residência de verão dos marqueses de Baden-Durlach foi em Basileia, no edifício que agora abriga o Hospital da Universidade de Basileia.

## Território
A Marca de Baden-Durlach estava localizada na região do Reno incluindo ao redor da cidade de Pforzheim e Durlach, que era a capital.
A marca dividia-se em:
- Marca Inferior (Untere Markgrafschaft), correspondente à Marca de Baden-Durlach propriamente dita;
- Marca Superior (Obere Markgrafschaft), que incluía:
  - Marca de Baden-Hachberg (Markgrafschaft Baden-Hachberg)
  - Senhorio de Prechtal (Herrschaft Prechtal), condomínio com casa de Fürstenberg;
  - A terra de markgräfler, dividida em:
    - Bailiado de Badenweiler (Oberamt Badenweiler), correspondente ao homônimo senhorio (Herrschaft Badenweiler) ;
    - Bailiado de Rötteln (Oberamt Rötteln), que reúne:
      - O Sausenberg de Hesse (Landgrafschaft Sausenberg) ;
      - Senhorio de Rötteln (Herrschaft Rötteln).

## Brasão de armas

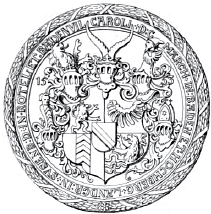
Selo de Carlos II.

O brasão de armas sofreu alterações ao longo do tempo. O brasão de armas, que é retratado no sinete do marquês Carlos II, que é descrito aqui.
Localizado o escudo, a listra diagonal vermelha de Baden sobre um fundo dourado. No primeiro campo, o Condado de Sausenburg, um leão vermelho coroado é retratado. No segundo campo é a ala do Reinado de Üsenberg e o terceiro uma pilha com três vigas, o brasão de armas do Senhorio de Badenweiler. Na caixa de quarta, finalmente encontra o leão vermelho de senhorio de Rötteln.
O escudo é circundado por cinco capacetes. No meio, os chifres de Baden Ibex podem ser vistos. Além disso, existem capacetes com o avaliador Leão de Bergischer e a fuselagem do homem que veste as asas das armas de üsenbergischen. No lado esquerdo da imagem há um capacete com um casco de jovem ao ver que o brasão de armas tem a participação da Badenweiler e direito um desordeiro simboliza a tela Vogtei de Rötteln por dominar vários mosteiros.

## Lista de Marqueses de Baden-Durlach
- 1533-1553: Ernesto
- 1532-1553: Bernardo IV
- 1553-1577: Carlos II
- 1577-1604: Ernesto Frederico
  - 1577-1584: sob regência
- 1604-1622: Jorge Frederico
- 1622-1659: Frederico V
- 1659-1677: Frederico VI
- 1677-1709: Frederico VII Magnus
- 1709-1738: Carlos III Guilherme
- 1738-1771: Carlos Frederico - em 1771 tornou-se Marquês de Baden (unificado)